# 主动降噪

主动降噪的图形描述

主动降噪（英語：Active Noise Cancellation, ANC）是种降噪方式。其原理是根據指定的噪音，發出完全相反的聲波，讓兩種聲波在相遇時互相抵銷，從而把該噪音隔除。
目前這種概念已被廣泛應用在飛機的隔聲耳筒和戰機的隔音喇叭上。而靜音機則進一步能使人們可以在一個圓錐形的「個人靜音區」內，免除指定噪音的騷擾。

## 解釋
聲音是一種壓力波（pressure wave），其中包括壓縮相位和稀疏相位。噪音消除揚聲器發出與原始聲波相同振幅，但反相的聲波。這兩個聲波相結合，形成一個新的聲波，這個過程稱為干擾。當這樣可以有效地使兩個聲波相互抵消，這個效果稱為破壞性干涉。根據不同的情況和所採用的方法，由此產生的新聲波可微弱到讓人耳聽不見。
噪音消除揚聲器可設在要衰減的聲源相同的位置。在這種情況下，必須和不想要的聲源具有相同的音量。另外，該發射消除 信號的揚聲器可能設在要求衰減的位置（例如用戶的耳朵）。這樣雜訊消除就只要極低的音量，但只對一個用戶有效。對廣泛位置的噪音消除則更加困難，因為不想要的聲音信號的三維波前，必須與消除信號完全吻合，並造出建構性和破壞性干擾的交互區。在小型封閉空間（如乘客所在之汽車內部）中，完整的噪音消除，才能藉由多個揚聲器和拾音器的回授，並測量整個外殼模型的頻率響應來加以實現。
現代的主動式噪音控制是藉由一部電腦，其中分析了波形的背景噪音或雜訊，然後生成一個反向信號波，藉著干擾的方式來消除噪音。
這是一種主動式的方法，必須使用電力，不同於被動式的噪音控制方法（隔音）不需要任何電力，如隔絕，吸音板或排氣管消音器。

## 主动降噪与被动降噪
主動式噪音控制方法與被動式相比，其優點一般而言是：
- 在低頻時效果更好。
- 不笨重。
- 能選擇性地阻絕噪音。

## 历史
噪音控制系統的第一個專利是發給發明者Paul Lueg，1934年，美國專利2043416號，說明如何以反相的方式，使用消除正弦音的音波相位先決，消除在揚聲器周圍的任意聲音。在20世紀50年代，系統的建立是為了消除直升機和飛機駕駛艙內的噪音，包括Lawrence J. Fogel在1950年代和1960年代申請的美國專利2866848號，美國專利2920138號 ，美國專利2966549號和加拿大專利631136號。 1986年，Dick Rutan和Jeana Yeager用在其環球飛行，百色製造的原型耳機。